# Atentado de Utrecht de 2019
El 18 de marzo de 2019, al menos tres personas murieron y varias personas resultaron heridas en un tiroteo en un tranvía en Utrecht, Países Bajos. Gökmen Tanis, un hombre turco de 37 años, fue arrestado más tarde ese día después de una importante operación de seguridad y persecución. Admitió haber llevado a cabo el ataque y fue acusado de "asesinato con intención terrorista". La policía local y NCTV describieron el incidente como un posible ataque terrorista.

## Ataque
Aproximadamente a las 10:45 CET (09:45 UTC), se produjo un tiroteo en un tranvía rápido cerca del cruce de 24 Oktoberplein en Utrecht. El autor huyó en un automóvil, lo que condujo a una persecución policial a gran escala, que duró gran parte del día. Varias horas después, la policía arrestó a Gökmen Tanis, un hombre de 37 años nacido en Turquía. Además, se realizaron otros dos arrestos en relación con el tiroteo. La policía incautó un automóvil Renault Clio rojo en relación con el ataque.
Inicialmente, se informó que una de las mujeres disparadas pudo haber sido el blanco debido a "razones familiares" y que otros pasajeros que acudieron en su ayuda también fueron atacados. Sin embargo, la policía anunció más tarde que no había evidencia de ninguna conexión entre el asesino y las víctimas. En cambio, una nota encontrada en el automóvil de la huida indicaba el terrorismo como el motivo; la carta reza, entre otros: «Hago esto por mi fe, matas a musulmanes y quieres quitarnos nuestra fe, pero no lo lograrás. Alá es grande.»

## Víctimas
Tres personas murieron y otras siete resultaron heridas, tres de gravedad. Los heridos fueron trasladados al Centro Médico Universitario de Utrecht. Las tres personas asesinadas fueron identificadas como dos hombres de Utrecht de 49 y 28 años, y una mujer de 19 años de la cercana ciudad de Vianen. Un vecino de la joven de 19 años asesinada inició una acción de financiación colectiva para cubrir los costos de su funeral, alcanzando el objetivo en cuestión de horas. Recibió tantas donaciones que se convirtió en un fondo para todas las víctimas del ataque.

## Sospechosos

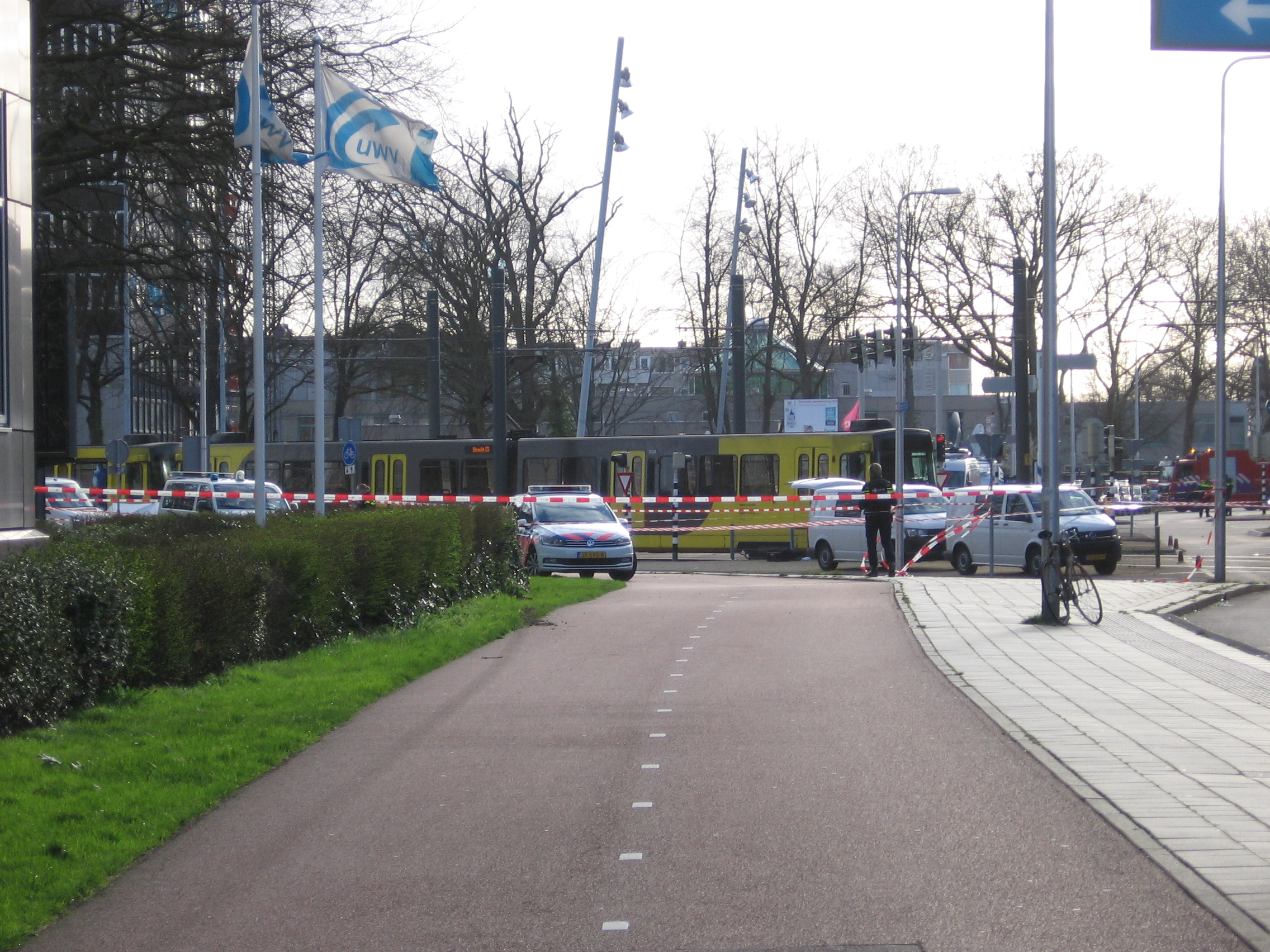
El tranvía acordonado por la policía tras el ataque

Gökmen Tanis, un ciudadano turco de 37 años de edad fue arrestado después de una persecución el día del ataque. Las personas que lo conocieron lo describieron como un "drogadicto", un "alcohólico" y "totalmente loco". También fue descrito como un piadoso musulmán que predicaba la justicia en ciertos días y estaba borracho o drogado al día siguiente.
El sospechoso había sido acusado de violación en el pasado por una mujer con quien tuvo una aventura. Ella afirmó que él era un psicópata. Anteriormente había sido arrestado por violación (el veredicto aún estaba pendiente), robo, robo y posesión ilegal de armas de fuego. El 22 de marzo de 2019, el sospechoso confesó ser el único autor de los disparos. Otro sospechoso fue arrestado pero luego liberado.
Una carta encontrada en el auto secuestrado en la que el sospechoso huyó sugirió motivaciones terroristas, y algunos testigos dijeron que escucharon al sospechoso decir "Allahu akbar". El fiscal acusó al sospechoso de múltiples cargos de asesinato con un motivo terrorista. Además, la hipótesis de un asesinato por honor no pudo ser confirmada.